# Cladidium
Cladidium is een geslacht van korstmossen dat behoort tot orde Lecanoraceae.

## Soorten
Volgens Index Fungorum bevat het geslacht uit twee soorten (peildatum september 2023):
| Soortnaam           | Auteur(s)         | Publicatiejaar |
| ------------------- | ----------------- | -------------- |
| Cladidium bolanderi | (Tuck.) B.D. Ryan | 1989           |
| Cladidium thamnitis | (Tuck.) Hafellner | 1984           |